# Synodus gibbsi
Espèce
Statut de conservation UICN

 DD  : Données insuffisantes
Synodus gibbsi est une espèce de poissons de la famille des Synodontidae.

## Systématique
L'espèce Synodus gibbsi a été décrite pour la première fois en 1981 par le zoologiste américain Roger Frank Cressey (d) (1930-2001).

## Distribution
Cette espèce se croise le long des côtes tanzaniennes.

## Description
Cette espèce se trouve principalement près des côtes, à des profondeurs variant de 100 à 200 m.

## Étymologie
Son épithète spécifique, gibbsi, est un hommage à Robert H. Gibbs.

## Publication originale
- (en) Roger Cressey, « Revision of Indo- West Pacific lizardfishes of the genus Synodus (Pisces: Synodontidae) », Smithsonian Contributions to Zoology, no 342,‎ 1981, p. 1-53 (ISSN 0081-0282 et 1943-6696, DOI 10.5479/SI.00810282.342, lire en ligne).